# Viêm Minh Hy
Vương Giai Ân (tiếng Trung: 王佳恩, tiếng Anh: Wang Kai-yan), sau đổi thành Vương Long Hy (tiếng Trung: 王爖熹, tiếng Anh: Wang Lung-hay), thường được biết đến với nghệ danh Viêm Minh Hy (tiếng Trung: 炎明熹, tiếng Anh: Gigi Yim Ming Hay; sinh ngày 9 tháng 4 năm 2005), là một nữ ca sĩ kiêm diễn viên người Hồng Kông. Cô được biết đến là thành viên của nhóm nhạc nữ Hồng Kông After Class do TVB thành lập và quản lý vào năm 2021.
Cô là quán quân "Truyền kỳ tân tinh" chung cuộc, đồng thời đoạt "Giải thưởng bình chọn chuyên nghiệp" và "Giải thưởng bình chọn khán giả" trong chương trình tìm kiếm tài năng ca hát "Thanh mộng truyền kỳ" mùa 1 của TVB. Cô hiện là diễn viên hợp đồng người quản lý TVB và là ca sĩ trực thuộc TVB Music Group.

## Cuộc sống thuở nhỏ

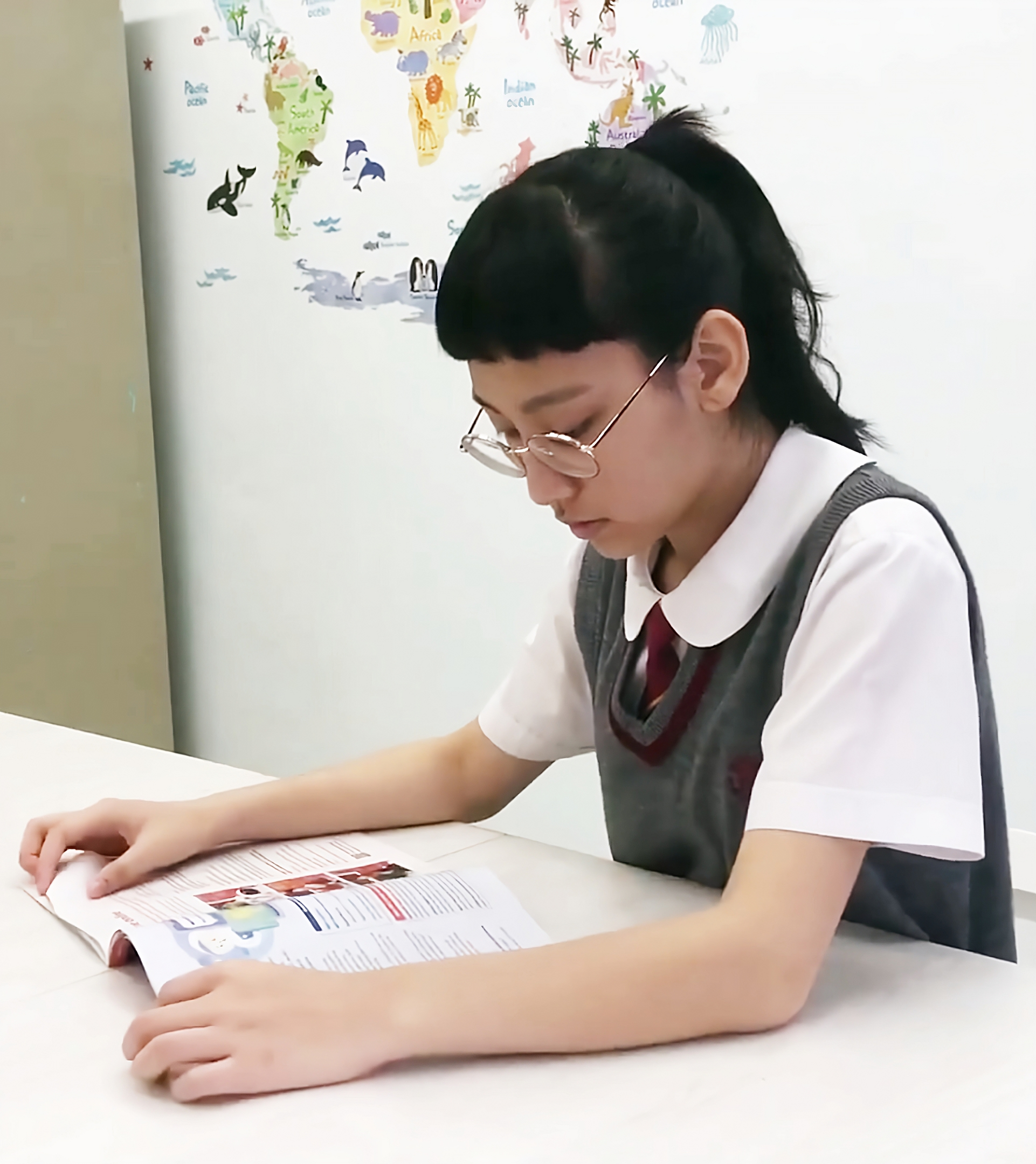
Tháng 10/2021, học Trung học Phổ thông tại Trường nữ sinh St. Antonius, Vương Giai Ân năm 16 tuổi.

Viêm Minh Hy sinh ra ở Hong Kong, do đó lấy được thân phận Cư dân vĩnh cửu Hong Kong. Cha mẹ đều là người Trung Quốc đại lục, cha là người Sán Vĩ, mẹ là người Thạch Gia Trang. Cô ấy từ nhỏ đã xa cách cha mẹ, một mình sinh sống ở Hong Kong cùng với gia đình của dì; em trai và em gái khác cùng cha mẹ sống ở Trung Quốc đại lục . Từng theo học tại Trường nữ sinh St. Antonius Du Đường, được đào tạo ca hát và biểu diễn sân khấu tại Học viên âm nhạc Tinh Cách Lưu Hành. Viêm Minh Hy từ nhỏ đã đam mê ca hát, bị ảnh hưởng sâu sắc từ chương trình tìm kiếm tài năng ca hát Trung Quốc đại lục "Sing! China", cô ấy tự lên mạng tải các bài hát để luyện tập, tạo nền tảng cho kỹ năng ca hát sau này. Thời gian sau, chú của cô ấy nhận thấy cô có năng khiếu ca hát, liền khích lệ cô học hát. Tại Học viện Âm nhạc Tinh Cách Lưu Hành, lần lượt được người sáng lập Lưu Khải Dương và hiệu trưởng Cao Thần Duy dạy, vào năm 12 tuổi bắt đầu được Cao Thần Duy phát hiện bồi dưỡng, tích cực tham gia các cuộc thi và biểu diễn tài năng nghệ thuật trong trường, thiết lập nền tảng cho sự nghiệp diễn nghệ sau này.

## Sự nghiệp diễn nghệ

### Năm 2020 - 2021: Tham gia "Thanh mộng truyền kỳ" và ra mắt

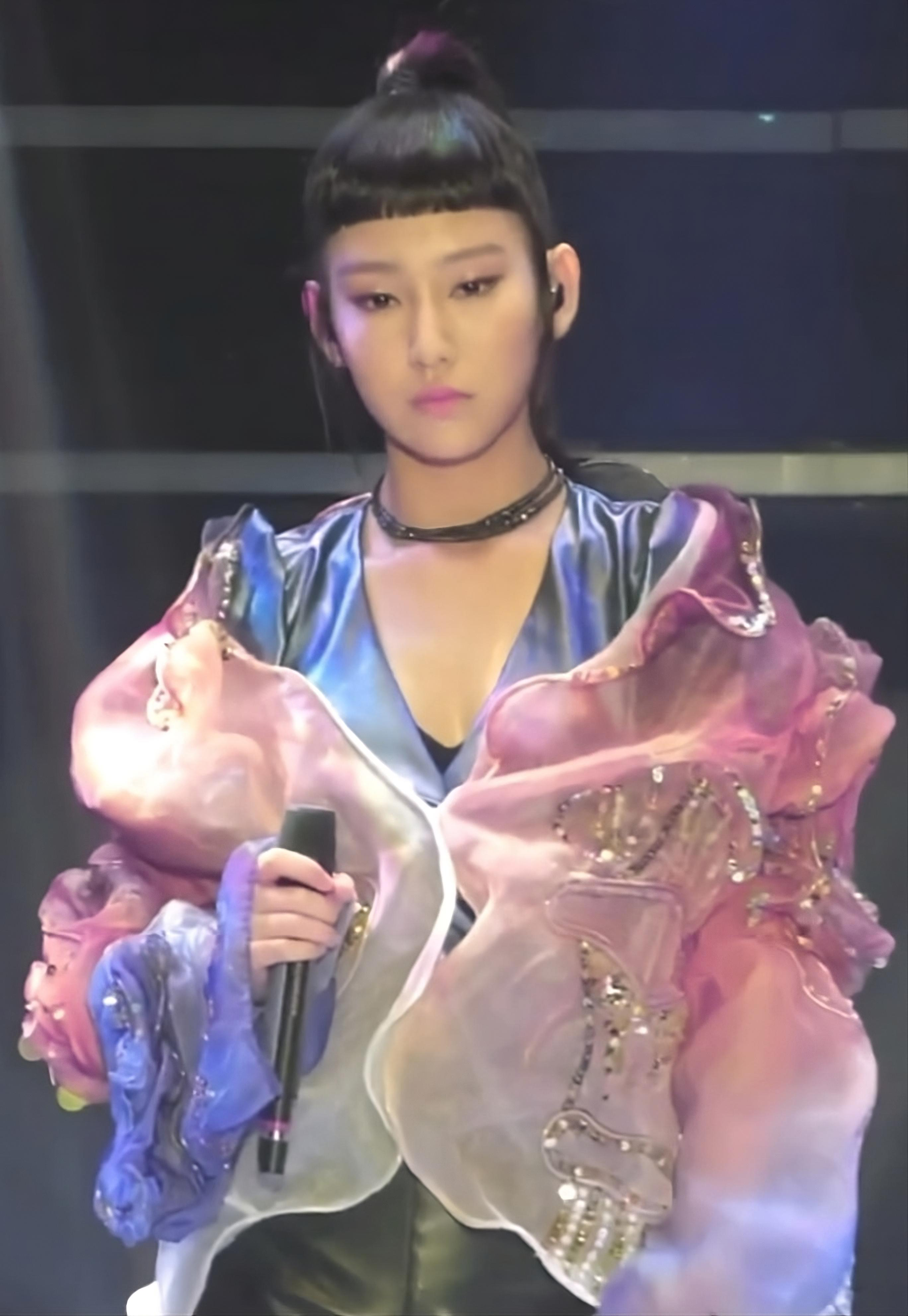
Ngày 12/8/2021, Viêm Minh Hy tham gia biểu diễn cùng trong concert tốt nghiệp "聲·夢飛行 First Live On Stage" tại sân vận động Macpherson Vượng Giác.

Trong năm 2021, cô báo danh tham gia chương trình tìm kiếm tài năng "Thanh mộng truyền kỳ" của TVB rồi thành công vào vòng trong. Trước cuộc thi, thầy Cao Thần Duy tìm thầy phong thủy đổi nghệ danh cho cô ấy, cuối cùng lấy tên "Viêm Minh Hy" (炎明熹), tặng cho cô ấy làm quà ra mắt chính thức.
Ngày 25/5/2021, Viêm Minh Hy trong tập 7 "Thanh mộng truyền kỳ", cover bài hát "Không có anh vẫn sẽ yêu anh" (沒有你還是愛你) của Lâm Ức Liên, video cuộc thi đã được tải lên YouTube và trở thành bài hát đầu tiên của chương trình vượt 1 triệu lượt xem sau hai tuần, đồng thời thu hút không ít người hâm mộ, tên người hâm mộ là "Gi Viêm Phấn" (Gi炎粉). Ngày 6/7, trong tập 9 "Thanh mộng truyền kỳ", cover bài hát "Cạm bẫy tình yêu" (愛情陷阱) của Đàm Vịnh Lân - một cố vấn của chương trình, video của cuộc thi đã được tải lên Youtube và đạt 1 triệu lượt xem sau ba tuần. Ngày 19/7, trong chung kết cuộc thi đạt được "Giải thưởng bình chọn chuyên nghiệp", "Giải thưởng bình chọn khán giả" và tổng quán quân "Truyền kỳ tân tinh" trở thành quán quân 3 lần. Ngày hôm sau, video cuộc thi bài hát "Không có anh vẫn sẽ yêu anh" (沒有你還是愛你) đạt 2 triệu lượt xem trên youtube.
Ngày 12 đến 15/8/2021, các huấn luyện và 15 thí sinh biểu diễn 4 ngày trong concert tốt nghiệp "聲·夢飛行 First Live On Stage" tại sân vận động Macpherson Vượng Giác, là concert bán vé công khai đầu tiên mà Viêm Minh Hy tham gia.
Ngày 20/9/2021, Viêm Minh Hy phát hành bài hát phát đài đầu tiên "Thanh cao của sự thật" (真話的清高), chính thức ra mắt, thí sinh đầu tiên của "Thanh mộng truyền kỳ" phát hành bài hát phát đài cá nhân đầu tiên. Bài hát sau khi phát hành trên các nền tảng âm nhạc trực tuyến lớn, đã leo lên nhiều bảng xếp hạng, bao gồm trong vòng 49 phút trở thành quán quân Bài hát hàng đầu iTunes, quán quân Neway Hot Sing Chart, hạng 3 bảng xếp hạng bài mới JOOX, hạng 8 Bảng Phong Vân KKBOX, hạng 19 Bài mới hàng ngày MOOV, v.v.... Đồng thời, MV được xếp hạng là MV phổ biến thứ 2 và phổ biến thứ 2 sau ra mắt một ngày trên Youtube, vào ngày 14/10 đạt 1 triệu lượt xem, cuối năm đó, đạt 4 triệu lượt xem. Giải trí Tinh Mộng chế tác MV đặc biệt, biến nó thành Token không thể thay thế (NFT), gây quỹ cho Nhân Ái Đường. Bài hát lần lượt đứng đầu Bảng xếp hạng Jinge Gold, Bảng xếp hạng Long Hổ bài hát tiếng Trung và Bảng xếp hạng nhạc pop phổ biến Tân Thành, nhờ vậy giúp cho cô trở thành một trong số ít nữ tân binh giành được ba hoặc nhiều bảng xếp hạng lớn với bài hát đầu tiên của mình.
Ngày 5/11/2021, Viêm Minh Hy đã có 7 video trong "Thanh mộng truyền kỳ" đạt 1 triệu lượt xem trên Youtube, gồm bài hát tiếng Quảng "Hoa vô tuyết" (花無雪), bài hát hợp xướng với Giang Hải Ca "Mạng cứng" (命硬), bài hát tiếng Phổ Thông hát cùng Trương Kính Hiên "Lời đồn" (流言), bài hát tiếng Anh "Bad Romance", bài hát cùng Vệ Lan "Million Reasons". Ngày 10/11, Viêm Minh Hy cùng Hồ Hồng Quân phát hành bài hát "Tình yêu là vẻ đẹp có khiếm khuyết" (愛是帶種缺陷的美), sau vài giờ liền trở thành quán quân Bảng xếp hạng bài hát phổ biến trên iTunes, đồng thời "Thanh cao của sự thật" (真話的清高) và "Thủ vọng mạch điền" (守望麥田) lần lượt đứng hạng 6 và hạng 4, Viêm Minh Hy cùng một lúc có 3 bài hát trong danh sách.
Ngày 27/11/2021, Viêm Minh Hy cùng Diêu Trác Phi, Chung Nhu Mỹ, Chiêm Thiên Văn lập thành nhóm nhạc nữ After Class và phát hành bài hát "Hãy vì hồi ức hôm nay" (要為今日回憶). Tháng 12 cùng năm, bộ phim "Thanh xuân bản ngã" phát sóng, Viêm Minh Hy diễn vai "Hà Thiên Thiên" (何芊芊), khả năng diễn xuất khá tốt. Ngày 27/12, đoạt giải "Người mới kình bạo" tại "Lễ trao giải Tân Thành Kình Bạo 2021", đây là giải thưởng người mới đầu tiên trong giới âm nhạc của cô ấy.

### Năm 2022: Người mới nổi tiếng
Ngày 1/1/2022, Viêm Minh Hy đạt giải bạc "Nữ ca sĩ lực lượng mới giới nhạc đàn Quát Tháo" tại "Lễ trao giải nhạc pop nhạc đàn Quát Tháo 2021". Ngày 16 cùng năm, bài hát "Lĩnh ngộ" (領悟) mà Viêm Minh Hy hát trong cuộc thi "Thanh mộng truyền kỳ" trở thành bài thứ 9 đạt 1 triệu lượt xem trên Youtube của cô ấy.
Ngày 30/1, bài hát "Phức tạp" (複雜) nhạc đệm trong tập 8  phim "Thanh xuân bản ngã" trở thành quán quân bảng xếp hạng bài hát phổ biến trên iTunes chỉ sau 38 phút, MV cũng đứng thứ 2 trong danh sách tìm kiếm nhiều nhất trên Youtube Hong Kong, sau 5 ngày đạt 1 triệu lượt xem. Ngày sau đó, bài hát phát đài đầu tiên của Viêm Minh Hy "Thanh cao của sự thật" (真話的清高) đạt 5 triệu lượt xem, Viêm Minh Hy trở thành ca sĩ đầu tiên của Âm nhạc Ái Bạo đạt 5 triệu lượt xem. Cùng ngày, Viêm Minh Hy đạt giải "Tôn sùng nữ ca sĩ mới tiếng Quảng được HIT" tại Tổng tuyển toàn quốc 2021 Bảng xếp hạng bài hát tiếng Trung được HIT Canada".
Ngày 27/3, đơn khúc cá nhân thứ hai của Viêm Minh Hy "Phức tạp" (複雜) đạt 2 triệu lượt xem.
Tháng 4, Viêm Minh Hy tham gia chương trình thực tế về âm nhạc "Tiếng ca còn mãi" được hợp tác sản xuất bởi TVB và Mango TV, cô ấy biểu diễn bài hát "Tin đồn vu khống" (蜚蜚) trong tập 1 đạt top 1 nhiệt sưu "bảng giải trí" trên Weibo, trong 1 ngày lượng truy cập lên đến 30 triệu, người hâm mộ cũng tăng từ 60 nghìn lên 278 nghìn, video trên Youtube trong ngày 6 đạt hơn 1,1 triệu, trở thành ca sĩ có lượt xem cao nhất trong tập.

## Quá trình thi đấu

### Thanh mộng truyền kỳ
- Số điểm phụ thuộc vào số lượng đèn do 25 giám khảo đưa ra, tức là điểm tuyệt đối là 25 điểm.

| Tập                    | Ngày phát sóng | Bài hát biểu diễn                                               | Người cùng hát                                                       | Ghi chú |
| ---------------------- | -------------- | --------------------------------------------------------------- | -------------------------------------------------------------------- | --- |
| Lần triệu tập đầu tiên | 3/1/2021       | 守望麥田/ Thủ vọng mạch điền - Vương Phi                        | —                                                                    | — |
| 2                      | 17/4/2021      | 永不失聯的愛/ Tình yêu vĩnh viễn không mất đi - Châu Hưng Triết | —                                                                    | Lấy 19 điểm thăng cấp |
| 3                      | 24/4/2021      | 花無雪/ Hoa vô tuyết - Vịnh Nhi                                 | —                                                                    | Lấy danh nghĩa thành viên đội xanh thi đấu, thăng cấp sau khi thua trận với 12 điểm                                                |
| 5                      | 8/5/2021       | How You Like That - Blackpink                                   | Văn Khải Đình, Chung Nhu Mỹ (Hát chính)                              | Cùng bạn nhảy Lâm Quân Liên; lấy danh nghĩa thành viên đội xanh thi đấu, thua trận đấu với 7 điểm                                  |
| 6                      | 15/5/2021      | 洋蔥/ Hành tây - Dương Tông Vỹ                                  | Tôn Hán Lâm, Lâm Trí Lạc                                             | Lấy danh nghĩa thành viên đội xanh thi đấu, thắng trận đấu với 22 điểm                                                             |
| 6                      | 15/5/2021      | Lydia - F.I.R.                                                  | Tôn Hán Lâm, Lâm Trí Lạc, Văn Khải Đình, Lâm Quân Liên, Chung Nhu Mỹ | Lấy danh nghĩa thành viên đội xanh thi đấu, thua trận đấu với 2 điểm                                                               |
| 6                      | 15/5/2021      | Million Reasons - Lady Gaga                                     | Vệ Lan                                                               | Lấy danh nghĩa thành viên đội xanh thi đấu, thăng cấp sau khi thắng trận với 24 điểm                                               |
| 7                      | 22/5/2021      | 沒有你還是愛你/ Không có anh vẫn sẽ yêu anh - Lâm Ức Liên       | —                                                                    | Lấy danh nghĩa thành viên đội xanh thi đấu, thăng cấp sau khi thắng trận với 23 điểm                                               |
| 9                      | 12/6/2021      | 愛情陷阱/ Cạm bẫy tình yêu - Đàm Vịnh Lân                       | —                                                                    | Lấy danh nghĩa thành viên đội xanh thi đấu, thắng trận đấu với 16 điểm                                                             |
| 11                     | 26/6/2021      | 命硬/ Mạng cứng - Trắc Điền                                     | Giang Hải Ca                                                         | Lấy 23 điểm thăng cấp |
| 12                     | 3/7/2021       | 吻別/ Nụ hôn biệt ly - Trương Học Hữu                           | —                                                                    | Lấy 18 điểm thăng cấp |
| 13 (Hiệp 1)            | 17/7/2021      | 遇見/ Gặp gỡ - Tôn Yến Tư                                       | Diêu Trác Phi                                                        | Lấy 11 điểm tiến vào vòng 2 (vòng thoát hiểm)                                                                                      |
| 13 (Hiệp 2)            | 17/7/2021      | 流言/ Lời đồn - Châu Tuệ Mẫn, Lâm Long Tuyền                    | Trương Kính Hiên                                                     | Lấy 25 điểm thăng cấp |
| 14 (Hiệp 1)            | 19/7/2021      | 領悟/ Lĩnh ngộ - Tân Hiểu Kỳ                                    | —                                                                    | Lấy 17 điểm tiến vào vòng 2 (Top 2 cuối cùng)                                                                                      |
| 14 (Hiệp 2)            | 19/7/2021      | Bad Romance - Lady Gaga                                         | —                                                                    | Lấy 22 điểm và đoạt "Giải thưởng bình chọn chuyên nghiệp", "Giải thưởng bình chọn khán giả" và tổng quán quân "Truyền kỳ tân tinh" |

### Tiếng ca còn mãi - mùa nhạc Hồng Kông
| Tập | Ngày phát sóng | Bài hát biểu diễn                                           | Người cùng hát                                                        | Ghi chú                                              |
| --- | --- | ----------------------------------------------------------- | --------------------------------------------------------------------- | ---------------------------------------------------- |
| 1   | 24/4/2022 | 蜚蜚/ Tin đồn vu khống - Trần Hy Nghi                       | —                                                                     | 56% khán giả mong đợi, đứng thứ 3 trong đội ca sĩ nữ |
| 2   | 1/5/2022 | 勇/ Dũng cảm - Dương Thiên Hoa                              | Dương Thiên Hoa                                                       | Thắng với 64% phiếu bầu                              |
| 4   | 15/5/2022 | 念親恩/ Nhớ ơn cha mẹ - Trần Bách Cường                     | Lưu Tích Quân                                                         | Thua với 45% phiếu bầu                               |
| 6   | 29/5/2022 | 我鍾意/ Tôi thích - Lương Vịnh Kỳ                           | Ma Động Thiểm Bá                                                      | Viêm Minh Hy thắng                                   |
| 7   | 5/6/2022 | 心淡/ Phai lòng - Dung Tổ Nhi                               | —                                                                     | Thắng với 53% phiếu bầu                              |
| 8   | 12/6/2022 | 談情説愛/ Đàm tình thuyết ái - Diệp Thiến Văn, Trịnh Tú Văn | Diệp Thiến Văn, Châu Bút Sướng                                        | Thắng với 51% phiếu bầu                              |
| 10  | 26/6/2022 | 我的驕傲/ Tự hào của tôi - Dung Tổ Nhi                      | An Kỳ, Đường Muội                                                     |                                                      |
| 11  | 3/7/2022 | 失戀/ Thất tình - Thảo Manh                                 | Lưu Tích Quân, Tăng Bỉ Đặc                                            | Thua với 48% phiếu bầu                               |
| 12  | 10/7/2022 | 友情歲月/ Năm tháng tình bạn - Trịnh Y Kiện                 | Diệp Thiến Văn, Dương Thiên Hoa, Châu Bút Sướng, Lưu Tích Quân, An Kỳ | Thua với 184 phiếu                                   |
| 12  | 10/7/2022 | 友共情/ Hữu cộng tình - Cổ Cự Cơ                            | Diệp Thiến Văn, Dương Thiên Hoa, Châu Bút Sướng, Lưu Tích Quân, An Kỳ | Thua với 184 phiếu                                   |
| 12  | 10/7/2022 | 眉飛色舞/ Mặt mày hớn hở - Trịnh Tú Văn                     | Mao Bất Dịch, Tăng Bỉ Đặc, An Kỳ                                      | Thắng với 214 phiếu                                  |
| 12  | Viêm Minh Hy đoạt được "Giải Tân hỏa truyền thừa" cùng Dương Thiên Hoa, Lâm Tử Tường, Ma Động Thiểm Bá, nhóm nhạc Mosaic |                                                             |                                                                       |                                                      |

## Tác phẩm âm nhạc

### Đơn khúc
| Ngày phát hành | Bài hát                                                                | Viết nhạc                                             | Viết lời                           | Biên khúc                                        | Giám chế                        | Ghi chú |
| Năm 2021       | Năm 2021                                                               | Năm 2021                                              | Năm 2021                           | Năm 2021                                         | Năm 2021                        | Năm 2021 |
| -------------- | ---------------------------------------------------------------------- | ----------------------------------------------------- | ---------------------------------- | ------------------------------------------------ | ------------------------------- | --- |
| 5/4            | 造夢時學會飛行/ Học được cách bay khi theo đuổi ước mơ                 | Từ Lạc Thương                                         | Trương Mỹ Hiền                     | Johnny Yim                                       | Vi Cảnh Vân, Hà Triết Đồ        | Nhạc chủ đề Thanh mộng truyền kỳ Hát cùng toàn thể học viên Thanh mộng truyền kỳ mùa 1                                                                                  |
| 11/7           | 奪金/ Đoạt Kim                                                         | Trắc Điền                                             | Vương Tổ Lam                       | Dough-Boy                                        | Trắc Điền, Erik Kwok            | Nhạc chủ đề Olympic 2020 TVB Hát cùng toàn thể huấn luyện viên và học viên Thanh mộng truyền kỳ mùa 1                                                                   |
| 20/9           | 真話的清高/ Thanh cao của sự thật                                      | Raphaella Mazaheri-Asadi, Luke Juby, Harry Rutherford | Huỳnh Hậu Lâm                      | Luke Juby                                        | Vi Cảnh Vân                     | Đơn khúc cá nhân đầu tiên |
| 9/11           | 愛是帶種缺陷的/ Tình yêu là vẻ đẹp mang khiếm khuyết                   | Tô Đạo Triết, Hồ Hồng Quân                            | Trịnh Mẫn                          | Tô Đạo Triết                                     | Tô Đạo Triết                    | Hát cùng Hồ Hồng Quân Nằm trong album "ex:CHANGE" của Hồ Hồng Quân |
| 19/12          | 沒有你還是愛/ Không có mẹ vẫn sẽ yêu mẹ                                | Beverly Craven                                        | Châu Lễ Mậu                        | —                                                | —                               | Nhạc đệm phim TVB Thanh xuân bản ngã |
| Năm 2022       |                                                                        |                                                       |                                    |                                                  |                                 | |
| 23/1           | #即影即友/ #Chụp xong thân liền                                        | Bành Gia Duy                                          | Bành Gia Duy                       | Johnny Yim                                       | Johnny Yim                      | Nhạc đệm phim TVB Thanh xuân bản ngã Hát cùng Diêu Trác Phi, Chung Nhu Mỹ                                                                                               |
| 30/1           | 複雜/ Phức tạp                                                         | Trương Trì Hào, Lâm Quân Liên                         | Trương Trì Hào                     | Johnny Yim                                       | Johnny Yim                      | Nhạc đệm phim TVB Thanh xuân bản ngã |
| 1/2            | 一起向未來/ Cùng hướng đến tương lai                                   | Thường Thạch Lỗi                                      | Vương Bình Cửu                     | Thất Cửu                                         | Triệu Tăng Hy                   | Nhạc chủ đề Thế vận hội Mùa đông 2022 Hát cùng nhiều nghệ sĩ |
| 19/2           | 獅子山下 同心抗疫/ Dưới núi Sư Tử, đồng lòng chống dịch                | Cố Gia Huy                                            | Lư Vĩnh Cường                      | Huỳnh An Hoằng                                   | Ngũ Trọng Hành                  | Bài hát chống dịch do TVB sản xuất để hưởng ứng làn sóng COVID-19 lần thứ năm ở Hong Kong Hát cùng nhiều nghệ sĩ                                                        |
| 31/5           | 前/ Trước                                                              | Trương Gia Thành                                      | Trần Thiếu Kỳ                      | Trương Gia Thành                                 | Trương Gia Thành, Trần Thiếu Kỳ | Bài hát chúc mừng kỷ niệm 25 năm Hong Kong trở về Hát cùng nhiều nghệ sĩ                                                                                                |
| 24/6           | 好想約你 (Demo)/ Rất muốn hẹn anh                                      | Ngũ Trọng Hành                                        | Hoắc Gia Lạc                       | Ngũ Trọng Hành                                   | Ngũ Trọng Hành                  | Nhạc chủ đề quảng cáo bộ ba bài hát "Tiểu phẩm cuộc sống" Đại Gia Lạc Xem thêm Quảng cáo và đại ngôn                                                                    |
| 1/7            | 最牽掛的/ Điều bận tâm nhất                                            | Trần Phách                                            | Lý Tam Mộc                         | Hà Sơn                                           | Lý Thiên Bằng                   | Nhạc chủ đề chúc mừng kỷ niệm 25 năm Hồng Kông trở về đất mẹ, hợp tác sản xuất bởi Tập đoàn truyền thông Đại Công Văn Hối Hồng Kông, TVB, Âm nhạc Duyệt Động Năng Lượng |
| 4/7            | 一水兩方/ Một nước hai phương                                          | Lưu Dịch Thăng                                        | Dương Hy                           | Johnny Yim                                       | Lưu Dịch Thăng                  | Nhạc chủ đề phim TVB "Trở về" |
| 18/7           | 焰/ Ngọn lửa                                                           | JonnicLee Thompsett                                   | Bành Gia Duy, JonnicLee Thompsett  | JonnicLee Thompset, Johnny Yim                   | Johnny Yim                      | Đơn khúc cá nhân thứ hai năm 2022 |
| 3/9            | Together For Good                                                      | Lệ Mẫn                                                | Dương Hy                           | Thái Tiểu Nhụy                                   | Lưu Dịch Thăng                  | Nhạc chủ đề ngày công ích 99 năm 2022 bản tiếng Quảng Hát cùng Trương Trì Hào                                                                                           |
| 24/9           | Hat Trick                                                              | Michael James Down, Will Taylor, Primoz Poglajen      | Lâm Bảo                            | Michael James Down, Will Taylor, Primoz Poglajen | Châu Tích Hán                   | Hát cùng các học viên Thanh mộng truyền kỳ mùa 1, 2 |
| 9/10           | 明天仍要繼續/ Ngày mai vẫn muốn tiếp tục                               | Lư Đông Ni                                            | Hướng Tuyết Hoài                   | Johnny Yim                                       | Johnny Yim                      | Nhạc chủ đề phim TVB "Anh ấy đến từ giang hồ", nằm trong album "Kỷ niệm 55 năm TVB Kinh điển ‧ Truyền thừa" Hát cùng Đàm Vịnh Lân                                       |
| 21/11          | 好想約你/ Rất muốn hẹn anh                                             | Ngũ Trọng Hành                                        | Hoắc Gia Lạc, Trương Mỹ Hiền       | Ngũ Trọng Hành                                   | Ngũ Trọng Hành                  | Nhạc chủ đề quảng cáo bộ ba bài hát "Tiểu phẩm cuộc sống" Đại Gia Lạc bản đầy đủ Nhạc đệm phim TVB "Mái ấm gia đình 4" (tập 1846)                                       |
| Năm 2023       |                                                                        |                                                       |                                    |                                                  |                                 | |
| 24/2           | 今生今世/ Đời này kiếp này                                             | Hứa Nguyện                                            | Nguyễn Thế Sinh                    | Trương Tử Kiên, Lương Vĩnh Tinh                  | Eric Kwok                       | Hát lại tác phẩm của Trương Quốc Vinh Nằm trong album tưởng nhớ Trương Quốc Vinh "Remembering Leslie"                                                                   |
| 3/3            | 活出信念/ Sống với niềm tin                                            | Sở cứu hỏa Hồng Kông                                  | Sở cứu hỏa Hồng Kông               | Trương Gia Thành                                 | Trương Gia Thành                | Hát cùng nhiều nghệ sĩ |
| 14/3           | 大開眼界/ Đại khai nhãn giới                                           | Trương Thiên Dĩnh                                     | Viết Vân                           | Tô Đạo Triết                                     | Tô Đạo Triết                    | Đơn khúc cá nhân đầu tiên năm 2023 |
| 13/4           | 戀愛這命題/ Mệnh đề của yêu đương                                      | Lưu Dịch Thăng                                        | Trương Sở Kiều                     | Lưu Dịch Thăng/ Diệp Sùng Ân                     | Lưu Dịch Thăng                  | Nhạc kết phim TVB "Pháp ngôn nhân" |
| 11/5           | Gimme! Gimme! Gimme!                                                   | Bjoern K. Ulvaeus, Benny Andersson                    | Bjoern K. Ulvaeus, Benny Andersson | —                                                | —                               | Cải biên từ tác phẩm của ban nhạc ABBA Hát cùng Châu Kha Vũ Nằm trong album "IF I MAY 為你 我可以" của Châu Kha Vũ                                                      |
| 16/5           | 涅槃/ Niết bàn                                                         | Tề Lăng                                               | Âu Tiểu Hiểu                       | Tề Lăng                                          | Tề Lăng                         | Nhạc đệm phim truyền hình "Hộ tâm" |
| 28/6           | Little Magic                                                           | J. Arie                                               | Lôi Vỹ Lạc                         | SeaTravel                                        | Trần Khảo Uy                    | Đơn khúc cá nhân thứ hai năm 2023 |
| 4/9            | 回甘/ Dư vị ngọt ngào                                                  | Johnny Yim                                            | Hàn Băng                           | Derrick Sepnio, Tô Đạo Triết                     | Trần Khảo Uy                    | Đơn khúc đầu tiên tham gia viết lời và sản xuất với tư cách Giám đốc sản xuất                                                                                           |
| 9/10           | Only For Me                                                            | J. Arie                                               | Kiwi Chan                          | Edward Chan                                      | Cousin Fung                     | Đơn khúc cá nhân thứ ba năm 2023 |
| 20/11          | Crystal Clear                                                          | Giang Huy                                             | Lữ Kiều Ân                         | Giang Huy                                        | Giang Huy                       | Nhạc kết phim "Nữ hoàng tin tức" |
| 4/12           | 拼圖/ Xếp hình                                                         | Trương Trì Hào                                        | Học viên Thanh mộng truyền kỳ 1    | Johnny Yim                                       | Lưu Dịch Thăng                  | Nhạc chủ đề concert "Thanh Mộng Phi Hành What We Become Live 2023" Hát cùng các học viên Thanh mộng truyền kỳ mùa 1                                                     |
| 5/12           | 獅子山下 共建美好社區/ Dưới núi Sư tử, cùng xây dựng cộng đồng tốt đẹp | Cố Gia Huy                                            | Trần Tường Thiên                   | Trương Gia Thành                                 | Trương Gia Thành                | Nhạc chủ đề "Đại hối diễn Cùng xây dựng cộng đồng tốt đẹp" Hát cùng nhiều nghệ sĩ                                                                                       |
| 8/12           | 光芒之中/ Trong ánh hào quang                                          | Khôi Sắc U Mặc                                        | Lâm Kiều Linh                      | Tiết Đào, Vi Quốc Uân                            | Vi Quốc Uân                     | Nhạc mở đầu phim "Quyến luyến hồng trần" |
| 14/12          | 早班火車/ Chuyến tàu buổi sáng                                         | Huỳnh Gia Câu, Huỳnh Gia Cường, Huỳnh Quý Trung       | Lâm Chấn Cường                     | Huỳnh Triệu Minh                                 | Trần Khảo Uy                    | Kế hoạch thiết lập lại tuổi trẻ BEYOND40, EP12 Nằm trong "Album kỷ niệm 40 năm thành lập BEYOND"                                                                        |
| 21/12          | 透徹/ Thông suốt                                                       | Giang Huy                                             | Lữ Kiều Ân                         | Giang Huy                                        | Giang Huy                       | Bản tiếng Phổ thông của "Crystal Clear" |
| 30/12          | 特有空氣/ Không khí vốn có                                             | Đặng Trí Vỹ                                           | La Gia Huy                         | Đặng Trí Vỹ/ Viên Trác Kỳ                        | Đặng Trí Vỹ                     | Bài hát sáng tác trong chương trình tạp kỹ "Hát quanh vùng Vịnh Lớn" |

### Thành tích bài hát phát đài
| Thành tích bài hát phát đài (5 đài)               | Thành tích bài hát phát đài (5 đài)                  | Thành tích bài hát phát đài (5 đài) | Thành tích bài hát phát đài (5 đài) | Thành tích bài hát phát đài (5 đài) | Thành tích bài hát phát đài (5 đài) | Thành tích bài hát phát đài (5 đài) | Thành tích bài hát phát đài (5 đài) |
| ------------------------------------------------- | ---------------------------------------------------- | ----------------------------------- | ----------------------------------- | ----------------------------------- | ----------------------------------- | ----------------------------------- | --- |
| Đĩa hát                                           | Bài hát                                              | 903                                 | RTHK                                | 997                                 | TVB                                 | ViuTV                               | Ghi chú |
| Năm 2021                                          |                                                      |                                     |                                     |                                     |                                     |                                     | |
| —                                                 | 奪金/ Đoạt kim                                       | -                                   | ×                                   | ×                                   | 1                                   | ×                                   | Bài hát quán quân đầu tiên |
| —                                                 | 真話的清高/ Thanh cao của sự thật                    | 2                                   | 1                                   | 1                                   | (1)                                 | ×                                   | Bài quán quân 2 tuần đầu tiên Bài quán quân 3 đài đầu tiên Bảng xếp hạng bài hát tiếng Trung được HIT Canada: 2 Bảng xếp hạng bài hát hàng đầu iTunes: 1 Bảnng xếp hạng bài hát tiếng Quảng Tiếng nói âm nhạc đài phát thanh quảng bá Quảng Đông: 1 Bảng xếp hạng âm nhạc Famous người Hoa Meeeepmore Asia: 1 Bảngg nhạc hot Neway: 1 Bảng âm nhạc VIP: 1 Bảng xếp hạng bài hát AEG Music Channel 2021 lần thứ 48: 1 Bảng xếp hạng bài hát Kình Ca Vương 2021 đài Quảng Châu tuần thứ 960: 1 |
| ex:CHANGE                                         | 愛是帶種缺陷的美/ Tình yêu là vẻ đẹp có khiếm khuyết | -                                   | 3                                   | 2                                   | 1                                   | ×                                   | Bảng xếp hạng bài hát hàng đầu iTunes: 1 Bảng xếp hạng bài hát Quảng Đông KKBOX Malaysia: (1) Bảng xếp hạng bài hát Quảng Đông KKBOX Singapore: 1 Bảng xếp hạng âm nhạc Famous người Hoa Meeeepmore Asia: 1 Bảng xếp hạng bài hát tiếng Trung được HIT Canada: 5* |
| Năm 2022                                          |                                                      |                                     |                                     |                                     |                                     |                                     | |
| Album soundtrack truyền hình "Thanh xuân bản ngã" | 複雜/ Phức tạp                                       | -                                   | 1                                   | 4                                   | 1                                   | ×                                   | Bảng xếp hạng bài hát hàng đầu iTunes: 1 Bảng xếp hạng bài hát Hoa ngữ mới KKBOX: 3 |
| —                                                 | 一水兩方/ Một nước hai phương                        | -                                   | 11                                  | -                                   | -                                   | ×                                   | |
| —                                                 | 最牽掛的/ Điều bận tâm nhất                          | -                                   | -                                   | -                                   | -                                   | ×                                   | Bài hát quán quân Bảng âm nhạc dẫn đầu kỳ thứ 31 MusicFM993 |
| —                                                 | 焰/ Ngọn lửa                                         | 10                                  | 1                                   | 2                                   | (1)                                 | ×                                   | Bảng xếp hạng bài hát tiếng Trung được HIT Canada: 7 |
| —                                                 | Together for Good                                    | -                                   | -                                   | -                                   | -                                   | ×                                   | |
| —                                                 | Hat Trick                                            | -                                   | -                                   | -                                   | 1                                   | ×                                   | |
| Kỷ niệm 55 năm TVB Kinh điển ‧ Truyền thừa        | 明天仍要繼續/ Ngày mai vẫn muốn tiếp tục             | -                                   | 1                                   | -                                   | (1)                                 | ×                                   | |
| —                                                 | 好想約你/ Rất muốn hẹn anh                           | -                                   | 1                                   | 5                                   | 1                                   | ×                                   | Lên bảng năm mới (RTHK, TVB) |
| Năm 2023                                          |                                                      |                                     |                                     |                                     |                                     |                                     | |
| Remembering Leslie                                | 今生今世/ Đời này kiếp này                           | -                                   | -                                   | -                                   | 1                                   | ×                                   | |
| —                                                 | 大開眼界/ Đại khai nhãn giới                         | 18                                  | 1                                   | 3                                   | 1                                   | ×                                   | |
| —                                                 | 戀愛這命題/ Mệnh đề của yêu đương                    | ×                                   | ×                                   | ×                                   | -                                   | ×                                   | |
| —                                                 | Little Magic                                         | 9*                                  | 1*                                  | 1                                   | 1                                   | ×                                   | Bài hát quán quân 4 đài Bảng xếp hạng bài hát tiếng Trung được HIT Canada: 1 |
| —                                                 | Only For Me                                          | 9                                   | 1                                   | 1                                   | 1                                   | ×                                   | Bài hát quán quân 3 đài |
| —                                                 | Crystal Clear                                        | ×                                   | ×                                   | ×                                   | 1                                   | ×                                   | Lên bảng năm mới |
| —                                                 | 拼圖/ Xếp hình                                       | -                                   | -                                   | -                                   | -                                   | ×                                   | |

| Tổng số bài quán quân các đài | Tổng số bài quán quân các đài | Tổng số bài quán quân các đài | Tổng số bài quán quân các đài | Tổng số bài quán quân các đài | Tổng số bài quán quân các đài  |
| ----------------------------- | ----------------------------- | ----------------------------- | ----------------------------- | ----------------------------- | ------------------------------ |
| 903                           | RTHK                          | 997                           | TVB                           | ViuTV                         | Ghi chú                        |
| 1                             | 8                             | 3                             | 13                            | 0                             | Tổng số bài quán quân 4 đài：1 |
| 1                             | 8                             | 3                             | 16                            | 0                             | Số tuần quán quân              |

- （*）Đang lên bảng
- （-）Chưa thể lên bảng
- （×）Không có phát đài
- （(1)）Quán quân 2 tuần

## Tác phẩm diễn xuất

### Video âm nhạc (đơn khúc cá nhân)
| Ngày phát hành | Tên bài hát                       | Ghi chú                                                                 |
| -------------- | --------------------------------- | ----------------------------------------------------------------------- |
| 20/9/2021      | 真話的清高/ Thanh cao của sự thật | Đơn khúc cá nhân đầu tiên                                               |
| 30/1/2022      | 複雜/ Phức tạp                    | Nhạc đệm phim TVB Thanh xuân bản ngã                                    |
| 1/7/2022       | 最牽掛的/ Điều bận tâm nhất       | Nhạc chủ đề chúc mừng kỷ niệm 25 năm Hồng Kông trở về đất mẹ            |
| 23/7/2022      | 焰/ Ngọn lửa                      | Đơn khúc cá nhân thứ hai năm 2022                                       |
| 21/11/2022     | 好想約你/ Rất muốn hẹn anh        | Nhạc chủ đề quảng cáo bộ ba bài hát "Tiểu phẩm cuộc sống" Đại Gia Lạc   |
| 24/3/2023      | 今生今世/ Đời này kiếp này        | Hát lại tác phẩm của Trương Quốc Vinh                                   |
| 15/3/2023      | 大開眼界/ Đại khai nhãn giới      | Đơn khúc cá nhân đầu tiên năm 2023                                      |
| 8/5/2023       | 竹馬青梅/ Thanh mai trúc mã       | Bài hát sáng tác gốc của "Kinh điển vịnh lưu truyền · Chính thanh xuân" |
| 28/6/2023      | Little Magic                      | Đơn khúc cá nhân thứ hai năm 2023                                       |
| 15/9/2023      | 回甘/ Dư vị ngọt ngào             | Đơn khúc tiếng Phổ thông                                                |

### Phim truyền hình
| Phát sóng     | Kênh phát sóng | Tên phim                             | Vai diễn              | Ghi chú              |
| ------------- | -------------- | ------------------------------------ | --------------------- | -------------------- |
| 5/12/2021     | TVB Jade       | 青春本我/ Thanh xuân bản ngã         | Hà Thiên Thiên (Gigi) | Vai chính            |
| 26/1/2023     | TVB Jade       | 愛·回家之開心速遞/ Mái ấm gia đình 4 | Viêm Minh Hy          | Khách mời (tập 1846) |
| 1/4/2024      | TVB Jade       | 逆天奇案2/ Nghịch thiên kỳ án 2      | Viêm Minh Hy          | Khách mời            |
| Chờ phát sóng | TVB Jade       | 戀上西沙/ Phải lòng Tây Sa           |                       | Vai chính, phim ngắn |

### Phim quảng bá
| Phát sóng  | Kênh phát sóng | Tên phim                                                                               | Vai diễn |
| ---------- | -------------- | -------------------------------------------------------------------------------------- | -------- |
| 22/10/2022 | RTHK Radio 1   | 我們一直都在說故事 失物認領處/ Chúng tôi đều luôn đang kể chuyện Nơi nhận được của rơi | Jamie    |

### Chương trình truyền hình
| Phát sóng | Kênh phát sóng     | Tên chương trình                                                | Ghi chú                                                                              |
| --------- | ------------------ | --------------------------------------------------------------- | ------------------------------------------------------------------------------------ |
| 10/4/2021 | TVB Jade           | 聲夢傳奇/ Thanh mộng truyền kỳ                                  | Học viên (Đội trưởng đội xanh), cũng là quán quân chung cuộc                         |
| 12/3/2021 | TVB J2             | Staries聲夢定時動態/ Staries Thanh mộng động thái hẹn giờ       | Chuyện bên lề chương trình Thanh mộng truyền kỳ                                      |
| 24/4/2022 | Mango TV/ TVB Jade | 聲生不息·港樂季/ Tiếng ca còn mãi mùa nhạc Hồng Kông            | Thí sinh                                                                             |
| 1/10/2022 | Mango TV           | 你好，星期六/ Xin chào thứ Bảy                                  | Khách mời kỳ 37                                                                      |
| 7/5/2023  | CCTV1              | 经典咏流传·正青春/ Kinh điển vịnh lưu truyền · Chính thanh xuân | Khách mời kỳ 2, biểu diễn bài hát "竹马青梅/ Thanh mai trúc mã"                      |
| 4/6/2023  | TVB Jade           | J Music                                                         | Dẫn chương trình phân đoạn "Gi心批/ Gi tâm phê"                                      |
| 10/7/2023 | TVB J2             | 他和她的喵店長/ Tiệm trưởng mèo của cậu ấy và cô ấy             | Dẫn chương trình                                                                     |
| 29/9/2023 | CCTV               | 央视中秋晚会2023/ Đêm hội Trung Thu CCTV 2023                   | Khách mời, biểu diễn bài hát "漫步人生路/ Dạo bước trên đường đời" cùng Đàn Kiện Thứ |
| 2023      | TVB Jade           | 唱遊大灣區/ Hát quanh vùng Vịnh Lớn                             | Chương trình thực tế du lịch âm nhạc, vừa du lịch vừa sáng tác bài hát mới           |

### Kịch sân khấu
| Ngày công diễn | Địa điểm                                          | Tên kịch                                                       | Ghi chú                        |
| -------------- | ------------------------------------------------- | -------------------------------------------------------------- | ------------------------------ |
| 15/4/2018      | Nhà hát trung tâm vui chơi giải trí Ngưu Trì Loan | 忘不了的禮物II 舞·極限/ Món quà không thể quên II Vũ · Cực hạn | Đảm nhận hát nhảy kịch âm nhạc |

## Concert

### Concert cá nhân
| Ngày           | Tên concert                                                 | Số sân | Nơi tổ chức                               | Đơn vị tổ chức       | Ghi chú |
| -------------- | ----------------------------------------------------------- | ------ | ----------------------------------------- | -------------------- | --- |
| 7/10/2023      | 炎明熹Gi-FORCE演唱會 Viêm Minh Hy Gi-FORCE Concert          | 1      | Trung tâm triển lãm Quốc tế vịnh Cửu Long | TVB, TVB Music Group | Concert cá nhân đầu tiên, lấy chủ đề là vũ trụ Vốn là làm 2 ngày liên tiếp, nhưng vì ngày thứ hai (8/10/2023) có bão nên tạm thời bị hủy |
| 13 - 14/4/2024 | 炎明熹Gi-FORCE演唱會2024 Viêm Minh Hy Gi-FORCE Concert 2024 | 3      | Trung tâm triển lãm Quốc tế vịnh Cửu Long | TVB, TVB Music Group | Biểu diễn bổ sung |

### Concert phi cá nhân
| Ngày           | Tên concert | Số sân | Nơi tổ chức                                               | Đơn vị tổ chức                                      | Ghi chú |
| -------------- | --- | ------ | --------------------------------------------------------- | --------------------------------------------------- | --- |
| 12 - 15/8/2021 | 聲·夢飛行 First Live On Stage Thanh · Mộng phi hành Lần đầu trực tiếp trên sân khấu                                                 | 4      | Sân vận động Macpherson Vượng Giác                        | TVB, Giải trí Tinh Mộng                             | Concert tốt nghiệp Thanh mộng truyền kỳ mùa 1 |
| 26/8/2021      | 新城 30+集體回憶音樂會 Concert Hồi ức tập thể 30+ Tân Thành                                                                         | 1      | Hall 5B, C Trung tâm triển lãm hội nghị Hong Kong Loan Tể | Đài phát thanh Tân Thành                            | Biểu diễn "Mùa hè nồng nhiệt" cùng Hồ Hồng Quân Biểu diễn "Kêu gọi tình yêu" cùng Hồ Hồng Quân, Chiêm Thiên Văn, Chung Nhu Mỹ, Văn Khải Đình                                                                    |
| 13/9/2021      | 光影回憶: 電影中的美麗與哀愁 音樂會 Concert Nhớ lại bóng sáng: Xinh đẹp và đau buồn trong điện ảnh                                  | 1      | Sảnh Âm nhạc Đại hội đường Hong Kong                      | Truyền Thừa Ái Nhạc                                 | Biểu diễn "Động lòng" và "Bài hát chiều tà" |
| 30/9/2021      | Joox Hong Kong Live Session | 1      | —                                                         | Joox                                                | Biểu diễn "Người con gái dễ bị tổn thương", "Không có anh vẫn sẽ yêu anh", "Động lòng" và "Thanh cao của sự thật"                                                                                               |
| 5/10/2021      | Concert online UM Webzine x 谷Live《GOOD VIBE》                                                                                     | 1      | —                                                         | UM Webzine、谷Live                                  | Tham dự cùng Lý Hạnh Nghê Biểu diễn "Người con gái dễ bị tổn thương", "Thanh cao của sự thật" và "Nước mắt" |
| 9/10/2021      | Astro 25 Concert online | 1      | —                                                         | Đài Hoa Lệ Astro                                    | Biểu diễn "Thanh cao của sự thật" |
| 11/11/2021     | Hồ Hồng Quân＋Gigi Viêm Minh Hy KKBOX Live                                                                                          | 1      | —                                                         | KKBOX                                               | Biểu diễn "Thanh cao của sự thật" Biểu diễn "Tình yêu là vẻ đẹp khiếm khuyết" cùng Hồ Hồng Quân |
| 13/11/2021     | 一念一花 5G 4K 直播音樂會 Concert trực tiếp Nhất Niệm Nhất Hoa 5G 4K                                                                | 1      | Chùa Từ Sơn Đại Bộ                                        | Chùa Từ Sơn                                         | Biểu diễn "Thủ vọng mạch điền", "Nguyện" |
| 23/11/2021     | Fubon GO x 聲夢傳奇《唱出初心》 Fubon GO x Thanh mộng truyền kỳ "Xướng xuất sơ tâm"                                                 | 1      | Sảnh tiệc Quảng trường Mira                               | Ngân hàng Phúc Bang                                 | Biểu diễn "Thủ vọng mạch điền", "Đôi cánh vô hình" |
| 31/12/2021     | 大佛鐘聲 福佑香江—2022年元旦叩鐘祈福活動 Tiếng chuông Đại Phật, phúc giúp sông Hương - Hoạt động Nguyên Đán 2022 gõ chuông cầu phúc | 1      | Tu viện Bảo Liên Ngang Bình                               | Ban tổ chức hoạt động Nguyên Đán gõ chuông cầu phúc | Biểu diễn "Thủ vọng mạch điền" |
| 1/1/2022       | 聲夢維港Party Together演唱會2022 Concert Thanh Mộng Duy Cảng Party Together 2022                                                    | 1      | Không gian hoạt động Central Waterfront                   | NEW TV                                              | Biểu diễn "Bad Romance", "Trống rỗng" Biểu diễn "Hãy vì hồi ức hôm nay" cùng After Class Biểu diễn "Tình yêu là vẻ đẹp khiếm khuyết" cùng Hồ Hồng Quân Biểu diễn "Hô hấp có hại" cùng Hồ Hồng Quân, Cúc Tử Kiều |

### Khách mời concert
| Ngày            | Tên concert                                                              | Số sân | Nơi tổ chức                                                 | Ghi chú                                                                                          |
| --------------- | ------------------------------------------------------------------------ | ------ | ----------------------------------------------------------- | ------------------------------------------------------------------------------------------------ |
| 26 - 27/11/2021 | 胡鴻鈞 2021 The Day After 演唱會 Concert Hồ Hồng Quân 2021 The Day After | 2      | EMAX Star Hall Trung tâm triển lãm thương mại Vịnh Cửu Long | Biểu diễn "Thanh cao của sự thật", biểu diễn "Tình yêu là vẻ đẹp khiếm khuyết" cùng Hồ Hồng Quân |

## Quảng cáo và đại ngôn
| Năm  | Nội dung                                                                                         | Ghi chú                                                                          |
| ---- | ------------------------------------------------------------------------------------------------ | -------------------------------------------------------------------------------- |
| 2019 | Người đại ngôn Vision Ears Đức                                                                   |                                                                                  |
| 2021 | Soap Studio                                                                                      |                                                                                  |
| 2021 | Chuỗi Le Pliage Green - LongChamp                                                                | Cùng Diêu Trác Phi và Chung Nhu Mỹ                                               |
| 2021 | 【Rút thưởng Fubon GO x "Thanh．Mộnng Phi Hành FIRST LIVE ON STAGE"】của Ngân hàng Phú Bang      | Cùng với các học viên Thanh mộng truyền kỳ khác                                  |
| 2021 | Người đại ngôn khăn giấy KOKUBO                                                                  | Người đại ngôn                                                                   |
| 2021 | 【Fubon GO x Thanh mộng truyền kỳ "Xướng xuất sơ tâm Sing-along with us"】của Ngân hàng Phú Bang | Cùng với các học viên Thanh mộng truyền kỳ khác                                  |
| 2021 | Mặt nạ dưỡng da rau má lợi khuẩn Thái Phong Hàng                                                 | Người đại ngôn                                                                   |
| 2021 | Áo choàng màu xanh thông tuyết Save the duck                                                     | Quảng cáo mạng                                                                   |
| 2022 | "Gói thẻ Thanh Mộng" Đại Gia Lạc                                                                 | Cùng Diêu Trác Phi, Tiển Tĩnh Phong, Trương Trì Hào, Chung Nhu Mỹ, Lâm Quân Liên |

## Giải thưởng và đề cử

### Giải thưởng âm nhạc
| Trước khi ra mắt (2018 đến 2020) | Trước khi ra mắt (2018 đến 2020)                                               | Trước khi ra mắt (2018 đến 2020)     | Trước khi ra mắt (2018 đến 2020) | Trước khi ra mắt (2018 đến 2020) |
| Năm                              | Đơn vị phát thưởng                                                             | Giải thưởng                          | Tác phẩm                         | Kết quả                          |
| -------------------------------- | ------------------------------------------------------------------------------ | ------------------------------------ | -------------------------------- | -------------------------------- |
| 2018                             | Cuộc thi ca hát liên trường ECHOES khu Quan Đường                              | Quý quân                             | —                                | Đoạt giải                        |
| 2018                             | Thi tuyển khu Hồng Kông buổi hòa nhạc thanh niên Quỳnh Cảng                    | Giải nhóm ca hát thiếu niên xuất sắc | —                                | Đoạt giải                        |
| 2018                             | Cuộc thi cá hát chuyên nghiệp trung học Singing Fighter                        | Quán quân đoàn nhóm trung học        | —                                | Đoạt giải                        |
| 2018                             | Cuộc thi ca hát Siêu tân thanh Sa Điền                                         | Quán quân độc xướng nhóm thiếu niên  | —                                | Đoạt giải                        |
| 2018                             | Hội diễn âm nhạc hàng quý Tinh Cách mùa 2                                      | Tổng quán quân chung cuộc            | —                                | Đoạt giải                        |
| 2018                             | Hội diễn âm nhạc hàng quý Tinh Cách mùa 2                                      | Học viên tiến bộ nhất                | —                                | Đoạt giải                        |
| 2018                             | Hội diễn âm nhạc hàng quý Tinh Cách mùa 2                                      | Giải thưởng ứu tú nhóm độc xướng     | —                                | Đoạt giải                        |
| 2019                             | Liên hoan Âm nhạc Học đường Hồng Kông lần thứ 71 (Thanh nhạc bà hát tiếng Anh) | Giải đơn ca xuất sắc                 | —                                | Đoạt giải                        |
| 2019                             | Cuộc thi ca hát thanh thiếu niên giọng hát hay Bác Ái                          | Á quân nhóm thiếu niên               | —                                | Đoạt giải                        |
| 2019                             | Cuộc thi hát Hồng Bạch kỷ niệm 6 năm Tinh Cách                                 | Quán quân nhóm độc xướng             | —                                | Đoạt giải                        |
| 2019                             | Cuộc thi thanh nhạc Hong Kong Pop ROCKSTAR                                     | Quán quân                            | —                                | Đoạt giải                        |
| 2019                             | Lễ kết nghiệp Trường nữ sinh St. Antonius 2019                                 | Giải âm nhạc nổi bật 2019            | —                                | Đoạt giải                        |
| 2020                             | Hội diễn âm nhạc Tinh Cách mùa 1 2020                                          | Á Quân Elite Star                    | —                                | Đoạt giải                        |
| 2020                             | Lễ kết nghiệp Trường nữ sinh St. Antonius 2020                                 | Giải âm nhạc nổi bật 2020            | —                                | Đoạt giải                        |
| 2020                             | Chung kết cuộc thi hát Hồng Bạch Tinh Cách                                     | Quán quân nhóm Rap                   | —                                | Đoạt giải                        |

| Sau khi ra mắt (2021 đến nay) | Sau khi ra mắt (2021 đến nay)                                               | Sau khi ra mắt (2021 đến nay)                            | Sau khi ra mắt (2021 đến nay) | Sau khi ra mắt (2021 đến nay) |
| Năm                           | Đơn vị phát thưởng                                                          | Giải thưởng                                              | Tác phẩm                      | Kết quả                       |
| ----------------------------- | --------------------------------------------------------------------------- | -------------------------------------------------------- | ----------------------------- | ----------------------------- |
| 2021                          | Thanh mộng truyền kỳ                                                        | Giải thưởng bình chọn chuyên nghiệp                      | —                             | Đoạt giải                     |
| 2021                          | Thanh mộng truyền kỳ                                                        | Giải thưởng bình chọn khán giả                           | —                             | Đoạt giải                     |
| 2021                          | Thanh mộng truyền kỳ                                                        | Truyền kỳ tân tinh (Tổng quán quân)                      | —                             | Đoạt giải                     |
| 2021                          | Lễ kết nghiệp Trường nữ sinh St. Antonius 2021                              | Giải âm nhạc nổi bật 2021                                | —                             | Đoạt giải                     |
| 2021                          | Lễ trao giải Tân Thành 2021                                                 | Người mới kinh bạo                                       | —                             | Đoạt giải                     |
| 2022                          | Lễ trao giải nhạc pop nhạc đàn Quát Tháo 2021                               | Nữ ca sĩ lực lượng nhạc đàn Quát Tháo                    | —                             | Giải Kim                      |
| 2022                          | Hong Kong Singer Channel 2021                                               | Top 10 bài hát của nữ ca sĩ được chúng ta yêu thích nhất | "Thanh cao của sự thật"       | Đoạt giải                     |
| 2022                          | Tổng tuyển toàn quốc 2021 Bảng xếp hạng bài hát tiếng Trung được HIT Canada | Tôn sùng nữ ca sĩ mới được HIT                           | —                             | Đoạt giải                     |
| 2022                          | JOOX TOP đề cử nghe 2022 mùa 1                                              | Bài hát được người yêu nhạc thích nhất                   | "Phức tạp"                    | Hạng 1                        |
| 2022                          | Bảng âm nhạc mới 2022 Nguyên sáng gia niên hoa                              | Giải người mới vinh dự thường niên                       | —                             | Đoạt giải                     |
| 2023                          | Lễ hội âm nhạc Weibo 2022                                                   | Ca sĩ mới nổi của năm                                    | —                             | Đoạt giải                     |

### Giải thưởng truyền hình
| Năm  | Đơn vị phát thưởng    | Giải thưởng                                 | Tác phẩm                                                                    | Kết quả                                                         |
| ---- | --------------------- | ------------------------------------------- | --------------------------------------------------------------------------- | --------------------------------------------------------------- |
| 2022 | Lễ trao giải TVB 2021 | Ca khúc truyền hình được yêu thích nhất     | "Học được cách bay khi theo đuổi ước mơ"                                    | Đoạt giải cùng các học viên Thanh mộng truyền kỳ                |
| 2022 | Lễ trao giải TVB 2021 | Ca khúc truyền hình được yêu thích nhất     | "Đoạt Kim"                                                                  | Đề cử cùng các huấn luyện viên và học viên Thanh mộng truyền kỳ |
| 2023 | Lễ trao giải TVB 2022 | Ca khúc truyền hình được yêu thích nhất     | "Một nước hai phương"                                                       | Top 5                                                           |
| 2023 | Lễ trao giải TVB 2022 | Ca khúc truyền hình được yêu thích nhất     | "Phức tạp"                                                                  | Đề cử                                                           |
| 2023 | Lễ trao giải TVB 2022 | Ca khúc truyền hình được yêu thích nhất     | "#Chụp xong thân liền"                                                      | Đề cử                                                           |
| 2023 | Lễ trao giải TVB 2022 | Nữ nghệ sĩ tiến bộ vượt bậc                 | "Thanh xuân bản ngã", "Thanh sinh bất tức"                                  | Top 5                                                           |
| 2023 | Lễ trao giải TVB 2022 | Nữ nhân vật truyền hình được yêu thích nhất | "Thanh xuân bản ngã" vai Hà Thiên Thiên                                     | Đề cử                                                           |
| 2023 | Lễ trao giải TVB 2022 | Nữ phụ xuất sắc nhất                        | "Thanh xuân bản ngã" vai Hà Thiên Thiên                                     | Đề cử                                                           |
| 2024 | Lễ trao giải TVB 2023 | Ca khúc truyền hình xuất sắc nhất           | "Crystal Clear"                                                             | Đoạt giải                                                       |
| 2024 | Lễ trao giải TVB 2023 | Ca khúc truyền hình xuất sắc nhất           | "戀愛這命題/ Mệnh đề của yêu đương"                                         | Top 10                                                          |
| 2024 | Lễ trao giải TVB 2023 | Nữ nghệ sĩ tiến bộ vượt bậc                 | "J Music", "Cậu ấy và tiệm trưởng mèo của cô ấy", "Hát quanh vùng Vịnh Lớn" | Top 10                                                          |
| 2024 | Lễ trao giải TVB 2023 | Người mới có tiềm năng nhất                 | —                                                                           | Đoạt giải (Top 5)                                               |

### Giải thưởng khác
| Năm  | Đơn vị phát thưởng                                   | Giải thưởng                                             | Tác phẩm | Kết quả |
| ---- | ---------------------------------------------------- | ------------------------------------------------------- | -------- | ------- |
| 2021 | Danh sách tìm kiếm phổ biến hàng năm Yahoo! 2021     | Top 10 nhân vật được tìm kiếm nhiều nhất ngành giải trí | —        | Hạng 6  |
| 2021 | Danh sách tim kiếm phổ biến của năm trên Google 2021 | Người nổi tiếng giới giải trí nhiệt sưu                 | —        | Hạng 8  |
| 2022 | TC Candler 2022                                      | Top 100 tuấn nam mỹ nữ toàn cầu                         | —        | Đề cử   |

## Hình ảnh
- Một chiếc xe buýt quảng bá bài hát mới "焰/ Ngọn lửa" của Viêm Minh Hy đi ngang  Trường nữ sinh St. Antonius ở Du Đường.
- Xe tiếp ứng quảng bá bài hát mới "焰/ Ngọn lửa" của Viêm Minh Hy đậu bên ngoài Trung tâm Xương Vận ở Đại Bộ.[76]
- Để kỷ niệm sinh nhật lần thứ 18 của Viêm Minh Hy, Hội chi viện Viêm Minh Hy đặc biệt thiết kế xe buýt chủ đề sinh nhật cho cô ấy.[77]
- Ngày 23/11/2021, Viêm Minh Hy tham dự hoạt động "Xướng xuất sơ tâm" Fubon GO x Thanh mộng truyền kỳ tại Quảng trường Mira ở Tiêm Sa Chủy.
- Ngày 10/12/2022, Viêm Minh Hy tham gia hoạt động "Người mới đại nhiệt hát" do Đài thông tin Tân Thành tổ chức tại Trung tâm văn hóa Trí Phú ở Hồng Khám
- Ngày 12/8/2023, Viêm Minh Hy tham gia biểu diễn cùng Gimme LiVe 2023 "So Live So Good" tại Quảng trường Mira.

## Tư liệu tham khảo
1. ↑  "要成為家人驕傲 「火星女神」炎明熹繼續追夢". 明報. Lưu trữ bản gốc ngày 15 tháng 1 năm 2022. Truy cập ngày 15 tháng 1 năm 2022.
2. ↑  星島頭條 (ngày 20 tháng 1 năm 2023). "炎明熹上央視超緊張 手汗狂飆支咪濕晒 可愛誇張演繹嫲嫲單手搓5粒湯圓". www.stheadline.com. Truy cập ngày 27 tháng 1 năm 2023.
3. ↑  "何麗全唔想炎明熹姚焯菲有爭獎壓力：最重要係聽眾鍾意啲歌". 香港01. ngày 6 tháng 11 năm 2021. Bản gốc lưu trữ ngày 23 tháng 12 năm 2021. Truy cập ngày 1 tháng 12 năm 2021.
4. ↑  "【聲夢傳奇】炎明熹原本姓王 父母長居內地Gigi來港隨姑媽一家生活 - 香港經濟日報 - TOPick - 娛樂". topick.hket.com. Truy cập ngày 29 tháng 5 năm 2022.
5. ↑  "娛樂放題-娛樂追擊東周網《聲夢傳奇》炎明熹大揭秘". 東周. ngày 20 tháng 7 năm 2021. Truy cập ngày 20 tháng 7 năm 2021.
6. 1 2  "聲夢傳奇 1號學員炎明熹 Gigi 原名姓王 15歲聲夢學員背景起底". 新傳媒集團. ngày 3 tháng 4 năm 2021. Lưu trữ bản gốc ngày 5 tháng 5 năm 2021. Truy cập ngày 23 tháng 5 năm 2021.
7. 1 2  "《聲夢傳奇》15歲頂頭大熱 炎明熹突被校長召見". 明報周刊. ngày 4 tháng 2 năm 2021. Lưu trữ bản gốc ngày 7 tháng 10 năm 2021. Truy cập ngày 23 tháng 5 năm 2021.
8. ↑  "《聲夢》未完已出騷搵真銀 炎明熹認改藝名有助圈中發展". 星島日報. ngày 26 tháng 6 năm 2021. Lưu trữ bản gốc ngày 16 tháng 12 năm 2021. Truy cập ngày 4 tháng 7 năm 2021.
9. ↑  am730. "聲生不息｜炎明熹技驚四座 登熱搜No.1 微博粉絲急破10萬大關". am730 (bằng tiếng Trung). Truy cập ngày 25 tháng 4 năm 2022.{{Chú thích web}}:  Quản lý CS1: tên số: danh sách tác giả (liên kết)
10. ↑  "【聲生不息】炎明熹相隔兩年衣錦還鄉與內地家人重聚 Gigi百感交集：不斷咁流淚 - 香港經濟日報 - TOPick - 娛樂". topick.hket.com. Truy cập ngày 7 tháng 5 năm 2022.
11. ↑  "【聲生不息】炎明熹《蜚蜚》6日逾110萬點擊 Gigi與楊千嬅合唱《勇》感覺如女兒 - 香港經濟日報 - TOPick - 娛樂". topick.hket.com. Truy cập ngày 2 tháng 5 năm 2022.
12. ↑  蔡苡柔 (ngày 8 tháng 5 năm 2022). "聲生不息｜炎明熹微博粉絲翻四倍 港星北上成話題邊個最成功？". 香港01 (bằng tiếng Trung). Truy cập ngày 11 tháng 5 năm 2022.
13. ↑  朱奕錦 (ngày 24 tháng 4 năm 2022). "聲生不息 | 炎明熹自告奮勇第三出場 以一敵二撼贏男子組合". 香港01 (bằng tiếng Trung). Truy cập ngày 26 tháng 4 năm 2022.
14. ↑  "【聲夢傳奇】炎明熹為爭新人獎做準備 Gigi首支個人單曲《真話的清高》蓄勢待發 - 香港經濟日報 - TOPick - 娛樂". topick.hket.com. Lưu trữ bản gốc ngày 16 tháng 12 năm 2021. Truy cập ngày 15 tháng 9 năm 2021.
15. ↑  "明周娛樂 MP Weekly 炎明熹新歌《複雜》上架38分鐘登榜首 Johnny Yim：太有歌唱天分" (bằng tiếng Trung). ngày 31 tháng 1 năm 2022. Lưu trữ bản gốc ngày 31 tháng 1 năm 2022. Truy cập ngày 31 tháng 1 năm 2022.
16. ↑  "喚起你我心中那份動人回憶！生活小品三部曲「有大家，就有大家樂」 - 晴報 - 副刊 - 生活副刊". skypost.ulifestyle.com.hk (bằng tiếng Trung). Bản gốc lưu trữ ngày 22 tháng 4 năm 2023. Truy cập ngày 15 tháng 4 năm 2023.
17. ↑  "炎明熹訴說《最牽掛的》香港　創作團隊冀帶出尋常百姓情感 - 香港 - 香港文匯網". web.archive.org. ngày 4 tháng 7 năm 2022. Bản gốc lưu trữ ngày 4 tháng 7 năm 2022. Truy cập ngày 15 tháng 4 năm 2023.{{Chú thích web}}:  Quản lý CS1: bot: trạng thái URL ban đầu không rõ (liên kết)
18. ↑  "CANADIAN CHINESE POP MUSIC CHART 加拿大至HIT 中文歌曲排行榜". 加拿大中文電台 | AM1470 FM96.1. Lưu trữ bản gốc ngày 10 tháng 9 năm 2020. Truy cập ngày 12 tháng 11 năm 2021.
19. ↑  娛樂新聞台｜炎明熹處女作成廣州電台冠軍歌 (bằng tiếng Trung), lưu trữ bản gốc ngày 13 tháng 11 năm 2021, truy cập ngày 12 tháng 11 năm 2021
20. ↑  "Meeeepmore Asia". www.facebook.com (bằng tiếng Trung). Truy cập ngày 12 tháng 11 năm 2021.
21. ↑  "Neway Entertainment Limited". www.newaykb.com. Lưu trữ bản gốc ngày 12 tháng 11 năm 2021. Truy cập ngày 12 tháng 11 năm 2021.
22. ↑  "AEG Music Channel" (bằng tiếng Trung). Lưu trữ bản gốc ngày 2 tháng 12 năm 2021. Truy cập ngày 2 tháng 12 năm 2021.
23. ↑  "勁歌王微博正文" (bằng tiếng Trung). Lưu trữ bản gốc ngày 22 tháng 12 năm 2021. Truy cập ngày 22 tháng 12 năm 2021.
24. ↑  "【聲夢傳奇】胡鴻鈞炎明熹首推出合唱歌 Gigi以一首半歌衝新人獎 - 香港經濟日報 - TOPick - 娛樂". topick.hket.com. Lưu trữ bản gốc ngày 12 tháng 11 năm 2021. Truy cập ngày 12 tháng 11 năm 2021.
25. ↑  "Meeeepmore Asia". www.facebook.com (bằng tiếng Trung). Truy cập ngày 24 tháng 1 năm 2022.
26. ↑  Gigi 炎明熹 - 真話的清高 Official MV, truy cập ngày 18 tháng 9 năm 2023
27. ↑  Gigi 炎明熹 - 複雜 (劇集《青春本我》插曲) Official MV, truy cập ngày 18 tháng 9 năm 2023
28. ↑  大公文匯推出慶祝香港回歸25周年原創歌曲《最牽掛的》 青春見證人炎明熹演繹, truy cập ngày 18 tháng 9 năm 2023
29. ↑  Gigi 炎明熹 - 焰 Official MV, truy cập ngày 18 tháng 9 năm 2023
30. ↑  Gigi 炎明熹 - 好想約你♡ Official MV, truy cập ngày 18 tháng 9 năm 2023
31. ↑  Gigi炎明熹 -《今生今世》MV, truy cập ngày 18 tháng 9 năm 2023
32. ↑  Gigi 炎明熹 - 大開眼界 Official MV, truy cập ngày 18 tháng 9 năm 2023
33. ↑  《竹馬青梅》炎明熹Gigi 經典咏流傳, truy cập ngày 18 tháng 9 năm 2023
34. ↑  Gigi 炎明熹 - Little Magic Official MV, truy cập ngày 18 tháng 9 năm 2023
35. ↑  Gigi 炎明熹《回甘》Official 4K MV, truy cập ngày 18 tháng 9 năm 2023
36. ↑  "主動邀炎明熹合照 任達華︰佢好有爆炸力 - 晴報 - 娛樂 - 娛樂". skypost.ulifestyle.com.hk (bằng tiếng Trung). Truy cập ngày 18 tháng 9 năm 2023.
37. ↑  "開心速遞｜炎明熹客串現身演自己 網民讚有喜感 封星爺2.0 (16:30) - 20230127 - SHOWBIZ". 明報OL網 (bằng tiếng Trung). Truy cập ngày 18 tháng 9 năm 2023.
38. ↑  董欣琪 (ngày 15 tháng 8 năm 2023). "逆天奇案2｜炎明熹客串演出露腰曬長腿操場奔跑 網民估又演自己". 香港01 (bằng tiếng Trung). Truy cập ngày 18 tháng 9 năm 2023.
39. ↑  "戀上西沙｜炎明熹等天賜良緣 唔使揀靚仔：最緊要性格好 (16:55) - 20240108 - SHOWBIZ". 明報 Our Lifestyle (bằng tiếng Trung). Truy cập ngày 8 tháng 1 năm 2024.
40. ↑  "RTHK 香港電台". www.facebook.com. Truy cập ngày 14 tháng 5 năm 2023.
41. ↑  "TVB 無綫電視". programme.tvb.com. Truy cập ngày 14 tháng 5 năm 2023.
42. ↑  "《经典咏流传·正青春》 20230507". tv.cctv.com. Truy cập ngày 14 tháng 5 năm 2023.
43. ↑  "無綫下月推新節目《J Music》 炎明熹每集解答觀眾煩惱 (19:59) - 20230527 - SHOWBIZ". 明報OL網 (bằng tiếng Trung). Truy cập ngày 18 tháng 9 năm 2023.
44. ↑  "他和她的喵店長｜呈現人貓暖心互動 炎明熹聲音導航 籲愛惜小動物 (17:06) - 20230709 - SHOWBIZ". 明報OL網 (bằng tiếng Trung). Truy cập ngày 18 tháng 9 năm 2023.
45. ↑  "Facebook". www.facebook.com. Truy cập ngày 18 tháng 9 năm 2023.
46. ↑  "首個個人演唱會開售個半鐘即賣爆 Gigi炎明熹答謝歌迷支持 宣布加開終極尾場". Yahoo News (bằng tiếng Trung). ngày 25 tháng 8 năm 2023. Truy cập ngày 18 tháng 9 năm 2023.
47. ↑  "24小時即時新聞、本地/國際時事熱話". www.mytvsuper.com. Truy cập ngày 12 tháng 2 năm 2024.
48. ↑  劉傳謙 (ngày 14 tháng 8 năm 2021). "聲夢演唱會｜譚詠麟突襲後台 對學員有信心：佢哋抗壓能力好強". 香港01. Lưu trữ bản gốc ngày 15 tháng 8 năm 2021. Truy cập ngày 11 tháng 9 năm 2021.
49. ↑  "【聲夢傳奇】炎明熹與《聲夢》學員再合體演出　Gigi將升上中五未做晒暑期作業". 香港經濟日報. ngày 27 tháng 8 năm 2021. Lưu trữ bản gốc ngày 30 tháng 11 năm 2021. Truy cập ngày 11 tháng 9 năm 2021.
50. ↑  Food, U. "大家樂聲夢｜大家樂推出《聲夢傳奇》閃卡 6位學員個人卡+組合卡／青春本我特別版八達通｜U Food 香港餐廳及飲食資訊優惠網站". U Food. Truy cập ngày 7 tháng 5 năm 2022.
51. ↑  Topick新聞 (ngày 21 tháng 6 năm 2021). "大熱炎明熹12歲已於音樂學院受訓". topick.hket.com. Truy cập ngày 25 tháng 11 năm 2022.
52. ↑  "聖安當女書院課外活動校外獎項（2018-2019）學術比賽" (PDF). sagc.edu.hk. ngày 6 tháng 4 năm 2019. Truy cập ngày 25 tháng 11 năm 2022.
53. ↑  香港01 (ngày 22 tháng 6 năm 2021). "炎明熹大起底12歲讀音樂學院". www.hk01.com. Truy cập ngày 23 tháng 11 năm 2022.{{Chú thích web}}:  Quản lý CS1: tên số: danh sách tác giả (liên kết)
54. ↑  "獲獎分享 星格流行音樂學院". starryworldcpa.com. ngày 30 tháng 8 năm 2022. Truy cập ngày 23 tháng 11 năm 2022.
55. ↑  "沙田超新聲歌唱大賽2018". starryworldcpa.com. ngày 11 tháng 12 năm 2018. Truy cập ngày 25 tháng 11 năm 2022.
56. ↑  "聖安當女書院 課外活動校外獎項" (PDF). www.sagc.edu.hk. ngày 6 tháng 4 năm 2019. Truy cập ngày 23 tháng 11 năm 2022.
57. ↑  "Music Achievements" (PDF). www.sagc.edu.hk. ngày 1 tháng 2 năm 2019. Lưu trữ (PDF) bản gốc ngày 4 tháng 4 năm 2023. Truy cập ngày 16 tháng 1 năm 2023.
58. ↑  "星格學生獎項攞不停 博愛好聲音". starryworldcpa.com. ngày 8 tháng 4 năm 2019. Lưu trữ bản gốc ngày 4 tháng 4 năm 2023. Truy cập ngày 23 tháng 11 năm 2022.
59. ↑  "星格六週年紅白歌唱大決戰". starryworldcpa.com. ngày 9 tháng 5 năm 2019. Lưu trữ bản gốc ngày 4 tháng 4 năm 2023. Truy cập ngày 25 tháng 11 năm 2022.
60. ↑  東方新地 (ngày 29 tháng 6 năm 2021). "聲夢傳奇 炎明熹舊片曝光". www.orientalsunday.hk. Lưu trữ bản gốc ngày 4 tháng 4 năm 2023. Truy cập ngày 23 tháng 11 năm 2022.
61. ↑  "Others Events Award Name of Winner 2018-2019" (PDF). www.sagc.edu.hk. ngày 1 tháng 8 năm 2019. Lưu trữ (PDF) bản gốc ngày 15 tháng 1 năm 2023. Truy cập ngày 16 tháng 1 năm 2023.
62. ↑  "2020星格第一季音樂大匯演". starryworldcpa.com. ngày 13 tháng 6 năm 2020. Lưu trữ bản gốc ngày 4 tháng 4 năm 2023. Truy cập ngày 25 tháng 11 năm 2022.
63. ↑  "Others Events Award Name of Winner 2019-2020" (PDF). www.sagc.edu.hk. ngày 1 tháng 8 năm 2020. Lưu trữ (PDF) bản gốc ngày 4 tháng 4 năm 2023. Truy cập ngày 16 tháng 1 năm 2023.
64. ↑  "星格匯演(匯報會)閃亮回顧". starryworldcpa.com. ngày 18 tháng 4 năm 2022. Lưu trữ bản gốc ngày 4 tháng 4 năm 2023. Truy cập ngày 25 tháng 11 năm 2022.
65. ↑  盧凱瑤 (ngày 9 tháng 4 năm 2023). "炎明熹喜迎18歲生日一文重溫威水史 出道兩年人氣爆燈升呢小天后". 香港01 (bằng tiếng Trung). Truy cập ngày 16 tháng 1 năm 2024.
66. ↑  "Others Events Award Name of Winner 2020-2021" (PDF). www.sagc.edu.hk. ngày 1 tháng 8 năm 2021. Lưu trữ (PDF) bản gốc ngày 25 tháng 10 năm 2021. Truy cập ngày 22 tháng 12 năm 2022.
67. ↑  劉傳謙 (ngày 28 tháng 12 năm 2021). "新城2021｜炎明熹姚焯菲齊奪新人獎感驚喜 未確定是否出席叱咤". 香港01 (bằng tiếng Trung). Truy cập ngày 16 tháng 1 năm 2024.
68. ↑  am730 (ngày 1 tháng 1 năm 2022). "叱咤2021｜炎明熹姚焯菲奪女新人銀銅獎︰多謝TVB". am730 (bằng tiếng Trung). Truy cập ngày 16 tháng 1 năm 2024.{{Chú thích web}}:  Quản lý CS1: tên số: danh sách tác giả (liên kết)
69. ↑  "hksingerchannel". www.facebook.com (bằng tiếng Trung). Truy cập ngày 23 tháng 1 năm 2022.
70. ↑  "AM1470 / FM96.1 - Official Page 加拿大至HIT中文歌曲排行榜全國總選2021至HIT推崇新女歌手- 炎明熹" (bằng tiếng Trung). ngày 1 tháng 2 năm 2022. Truy cập ngày 1 tháng 2 năm 2022.
71. ↑  "林曉峰獲惠州「最受歡迎男歌手」 人生首個音樂獎項". 新Monday. Bản gốc lưu trữ ngày 24 tháng 6 năm 2022. Truy cập ngày 9 tháng 6 năm 2022.
72. ↑  明報 (ngày 21 tháng 11 năm 2022). "炎明熹入圍飛躍進步女藝員 偕姚焯菲孖住爭女配兼電視女角色獎". ol.mingpao.com. Lưu trữ bản gốc ngày 21 tháng 11 năm 2022. Truy cập ngày 21 tháng 11 năm 2022.
73. ↑  Yahoo雅虎香港 (ngày 7 tháng 12 năm 2021). "Yahoo全年搜尋人氣榜2021 揭盅". hk.news.yahoo.com. Truy cập ngày 25 tháng 11 năm 2022.
74. ↑  香港01 (ngày 7 tháng 12 năm 2021). "2021年「Yahoo全年搜尋人氣榜」結果出爐". www.hk01.com. Truy cập ngày 25 tháng 11 năm 2022.{{Chú thích web}}:  Quản lý CS1: tên số: danh sách tác giả (liên kết)
75. ↑  晴報 (ngày 18 tháng 5 năm 2022). "Gigi炎明熹入圍全球百大美女選舉". skypost.ulifestyle.com.hk. Truy cập ngày 26 tháng 11 năm 2022.
76. ↑  香港01 (ngày 2 tháng 8 năm 2022). "炎明熹驚喜突襲應援車打卡". www.hk01.com. Bản gốc lưu trữ ngày 14 tháng 8 năm 2022. Truy cập ngày 27 tháng 5 năm 2023.{{Chú thích web}}:  Quản lý CS1: tên số: danh sách tác giả (liên kết)
77. ↑  都市日報 (ngày 6 tháng 4 năm 2023). "炎明熹4月9日18歲生日 連串生日應援活動". metrodaily.hk. Bản gốc lưu trữ ngày 27 tháng 5 năm 2023. Truy cập ngày 27 tháng 5 năm 2023.